# Богданци (община)
Вижте пояснителната страница за други значения на Богданци.
Богданци (на македонска литературна норма: Општина Богданци) е община, разположена в югоизточната част на Северна Македония със седалище градецът Богданци.
Община Богданци е разположена на границата с Гърция. Граничи с общините Дойран (на изток), Валандово (на север) и Гевгели (на запад). Броят на жителите на общината е 8707 души (2002), а площта - 114,54 km2. Освен град Богданци в нея влизат и три села: Гявато, Селемли и Стояково.

## Структура на населението
Според преброяването от 2002 година община Богданци има 8707 жители.
| Етническа принадлежност | Процент |
| македонци               | 92,95%  |
| албанци                 | 0,02%   |
| турци                   | 0,62%   |
| роми                    | 0,01%   |
| власи                   | 0,06%   |
| сърби                   | 6,03%   |
| бошняци                 | 0,00%   |
| други                   | 0,31%   |